# 太陽航空5428號班機空難
阿根廷太陽航空5428號班機是一班從內烏肯飛往里瓦达维亚海军准将城的國內定期航班。2011年5月18日，該班機完成了前三段航程，在第四段航程中墜毀在内格罗河省洛斯·梅努克斯附近，造成含機組成員內的22人死亡。此次事件為薩博340最嚴重的航空事故。

## 飛機和機組人員

### 飛機
涉事飛機是一架機齡26年的薩博340A雙渦輪螺旋槳飛機。於1985年交付給康姆航空，註冊號為N344CA。在1997年交付給了西北航空並註冊號改為N112PX，在2003年與2006年分別交付給Fina Air和地區航空後，於2010年7月30日交付給了阿根廷太陽航空。

### 機組人員
機組成員包括擁有飛行時數6,902小時（在薩博340中為2,181小時）的 Juan Raffo 機長、飛行時數1,340 小時（在薩博340中為 285小時）的Adriano Bolatti副機長和一名乘務員。

## 飛行經過
阿根廷太陽航空5428號班機於當地時間5月18日17:35從罗萨里奥起飛，飛往里瓦达维亚海军准将城。該班機計劃在科尔多瓦、门多萨和內烏肯進行停靠。在順利完成前三段航程後，這架班機於20:05從庇隆總統國際機場起飛，飛往最後一站恩里克·莫斯科尼将军国际机场。
大約在20:29，飛機爬升到指定高度19,000英呎時遇到結冰情況，隨後在高度17,800英呎處平飛並持續了9分鐘。由於結冰的情況一直沒有解除，所以機組成員決定下降到高度14,000英呎，但在接下來的7分鐘內，結冰的情況仍然沒有得到解決，不久之後，飛機失去控制，墜毀在了内格罗河省洛斯·梅努克斯附近。
大約過了3小時，消防員抵達現場，沒有發現有倖存者的跡象。

## 調查
2011年9月，阿根廷民航事故調查局（JIAAC）的初步調查報告指出，事故原因是由於嚴重的機身結冰和隨後的失控導致失速。
2015年3月，JIAAC發表了最終報告，確認了初步報告的調查結果。沒有發現飛機存在技術缺陷的證據，確定事故主因為機組成員對於發動機功率和空速管理不足，直到飛機墜毀，機組成員從未設定發動機為全功率，讓空速持續衰減，造成了無法從失速情況改出。以及遇到非常嚴重的結冰情況，以至於飛機的除冰系統不堪重負。同時，也提到了，在機組起飛前收到氣象報告為輕微結冰，但那是5小時以前的氣象報告，故讓機組成員誤判形勢，為事故的次要原因。

## 影視作品

### 空難紀錄片
- 空中浩劫20: 阿根廷太阳航空5428号班机